# Johann Friedrich Nering Bögel

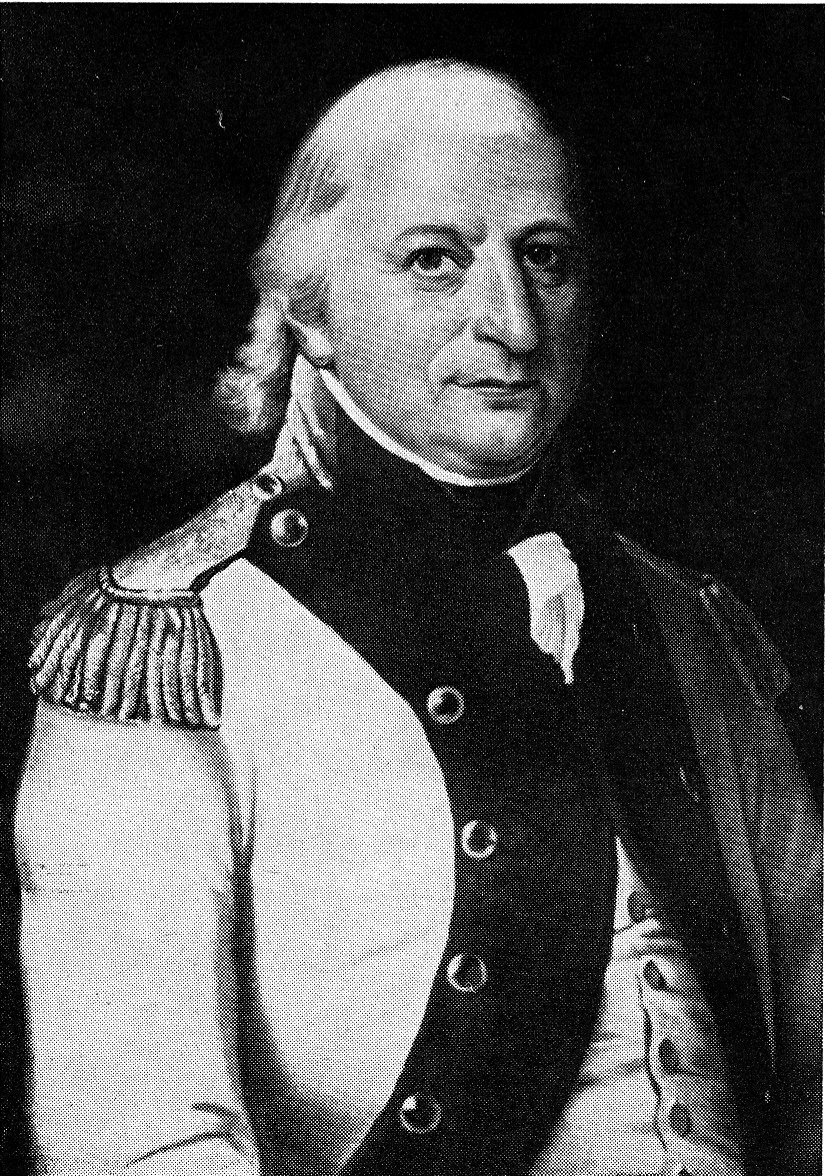
Johann Friedrich Nering Bögel

Johann Friedrich (Frederik) Nering Bögel, Herr van de Bromel, Emerink en Ulft (* 13. Oktober 1755 in Terborg, Oude IJsselstreek; † 1. Juli 1817) war ein niederländischer Unternehmer.
Er stammte aus einer landadligen Familie mit militärischer Tradition. Wie sein Vater wurde er daher Rittmeister in der Armee der Republik der Sieben Vereinigten Niederlande. Sein Großvater hatte 1754 die Eisenhütte im benachbarten Ulft gegründet.
1804 erwarb er von Leopold Wilhelm Schmölder die Minerva-Hütte im preußischen Isselburg. Da Nering Bögel von Anfang an dem neuen Herrscher im Königreich Holland, Louis Bonaparte, nicht treu ergeben war, sondern ihn mit kritischer Distanz betrachtete, war es ihm möglich, bei der preußischen Armee Aufträge für die Fertigung von Kartätschenmunition in der Isselburger Hütte einzuholen. 1815 pachtete er die St.-Michaelis-Hütte in Bocholt, um durch die Ausschaltung der Konkurrenz die eigene Bilanz verbessern zu können.
Als Johann Friedrich Nering Bögel 1817 starb, war die Minerva-Hütte ein renommierter Industrie-Betrieb. Sein Sohn Johann Nering Bögel trat seine Nachfolge an, danach folgte dessen Sohn Gustav Nering Bögel.
In Isselburg erinnert die Nering-Bögel-Straße an die Industriellenfamilie.